# Kwangmjongsong-3

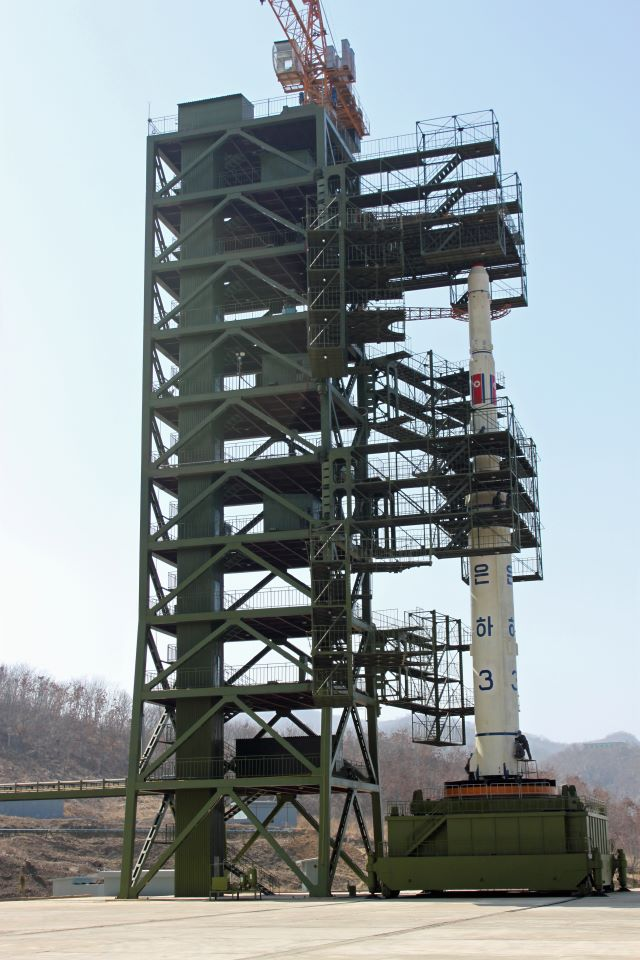
Raketa Unha-3 se satelitem Kwangmjongsong-3 před startem

Kwangmjongsong-3 (korejsky 광명성 3 호, v doslovném překladu Jasná hvězda) byl severokorejský satelit, údajně vypuštěný za účelem předpovědi počasí. Start nosné rakety se satelitem 13. dubna 2012 skončil neúspěchem. Přibližně třicetimetrová a devadesátitunová raketa Unha-3 s údajným meteorologickým satelitem se rozpadla krátce po startu a její trosky dopadly do Žlutého moře. Start byl naplánován u příležitosti stého výročí narození Kim Ir-sena, zakladatele republiky.
O startu Kwangmjongsong-3 se spekuluje jako o zkoušce vojenské rakety, která by v budoucnu mohla být nosičem například nukleárních hlavic.
12. prosince 2012 Severní Korea odpálila raketu s náhradním satelitem, který poté úspěšně dosáhl oběžné dráhy (satelit se někdy označuje jako KMS 3-2).